# Velzeke-Ruddershove
Velzeke-Ruddershove (fr. Velsique-Ruddershove, Velsique-Ruddershoven) – dzielnica (deelgemeente) miasta Zottegem w Belgii, w Regionie Flamandzkim, w prowincji Flandria Wschodnia, w okręgu Aalst. 1 stycznia 2020 roku liczyła 3312 mieszkańców. Do 31 grudnia 1970 samodzielna gmina. Leży w Ardenach Flamandzkich.

## Demografia
Liczba mieszkańców, stan na 1 stycznia:
| Rok                | 1900 | 1930 | 1947 | 1961 | 2020 |
| ------------------ | ---- | ---- | ---- | ---- | ---- |
| Liczba mieszkańców | 2804 | 3107 | 3133 | 3133 | 3312 |